# 羅斯海吻趾獅子魚
羅斯海吻趾獅子魚（拉丁語：Genioliparis kafanovi），為輻鰭魚綱鮋形目杜父魚亞目獅子魚科的其中一種，分布於南冰洋羅斯海海域，棲息深度987-1727公尺，為深海底棲性魚類，體長可達34公分，屬肉食性，生活習性不明。

## 擴展閱讀
維基物種上的相關：羅斯海吻趾獅子魚